# Évenos
Évenos är en kommun i departementet Var i regionen Provence-Alpes-Côte d'Azur i sydöstra Frankrike. Kommunen ligger i kantonen Ollioules som tillhör arrondissementet Toulon. År 2022 hade Évenos 2 406 invånare.

## Befolkningsutveckling
Antalet invånare i kommunen Évenos
| Referens: INSEE |